# Vargem Pequena
Vargem Pequena és un barri localitzat en la Zona Oest del municipi de Rio de Janeiro. Limita amb els barris Camorim, Recreio dos Bandeirantes i Vargem Grande.
El seu IDH, l'any 2000, era de 0,746, el 116 entre 126 barris analitzats a la ciutat de Rio.

## Història
Localitzada a prop de Recreio dos Bandeirantes, Vargem Petita comprèn els aiguamolls dels camps de Sernambetiba, tallades pels canals del Portelo i del Cortado. El barri s'estén fins al Maciço da Pedra Blanca, en el tram denominat Serra Alto do Peri e Sacarrão, i comprèn la Pedra de Ubaeté, o Calembá, el vessant nord del qual està ocupat per la pedrera d'Ibrata, amb autorització de funcionament d'1 de març de 1973, en una àrea amb més de 50 hectàrees.
La regió formava part de l'enorme sesmaria de Gonçalo Correia de Sá, propietari de l'Engenho do Camorim, donat a la seva filla Victòria de Sá, el 1625, i, com a dot, al seu marit Dom Luiz de Céspedes (governador general del Paraguai), el 1628. Amb la mort de Victòria, el 1667, la propietat seria deixada als Monjos Benedictins que van dividir l'Engenho do Camorim, creant la hisenda de Vargem Petita. El 1776, el Pare Frei Gaspar de Madre de Deus va construir l'església de N. Sra. del Pilar, actual N. Sra. de Monte Serrat, catalogada pel Patrimoni Històric i Artístic.
El 1678, Frei Bernardo de São Bento, monjo-arquitecte del Mosteiro de São Bento, va traçar la primera carretera d'accés de la regió, la Carretera Vella do Engenho, que connectava les propietats dels Benedictins. Aquesta carretera tindria els noms de Pavuna, Curicica i de Guaratiba i avui correspon a la Estrada dos Bandeirantes. El 1710, el corsari Duclerc passaria per la carretera oberta pels benedictins amb els seus soldats per a atacar la ciutat de Rio.
Durant dos segles els benedictins van explorar la regió amb la cria de bestiar, cultiu de la mandioca i preparació de farina, secundaris del cultiu de la canya de sucre. Amb el desenvolupament del cicle del cafè, les granges van passar a cultivar-lo intensament.
El 1891, totes aquestes terres de l'orde dels Benedictins van ser venudes a la Companyia Engenho Central de Jacarepaguá, i després al Banco de Crèdito Móvel. Els agricultors, no reconeixent el dret del Banc, van fundar la Caixa Auxiliadora dos Lavradores de Jacarepaguá i Guaratiba.
A la dècada de 1930, va incrementar-se la venda de terrenys, i, després de 1936, l'Empresa Saneadora Territorial Agrícola, de Francis Walter Hime, va passar a fer el sanejament, urbanitazció, venda i administració de la localitat.
De característiques rurals, amb planes, muntanyes, i cases d'estiueig, el barri va guanyant característiques urbanes amb el sorgiment de grans parcel·les i condominis al sud de la carretera dels Bandeirantes, que ocupen els aiguamolls en direcció al canal del Portelo. Completen el quadre les comunitats de rendes baixes com Palmares i Munte Serrat, un petit centre comercial construït a la carretera dels Bandeirantes i empreses al llarg de la carretera Boca del Mato, accés intern de la regió. En aquesta via la Universitat Estácio de Sá va implantar el seu curs de medicina veterinària, creat el 1996, en el campus Vargem Pequena.
El barri té àrees d'oci tornades per a esdeveniments, eco-turisme i parcs aquàtics, destacant-se la Fazenda Alegria, en una reserva forestal d'1 milió de m², i el Sítio Lagedo, amb 300.000 m². Per sobre de la cota dels 100 metres, se situa el Parc Estadual de la Pedra Branca, que comprèn a Serra Alto del Peri, el Sacarrão Pequeno (379 m), el Pico do Sacarrão (669 m) i la Pedra Rosilha (472 m).
Connectat al Recreo dels Bandeirantes per la Carretera Benvindo de Novaes, el barri es troba en vigorosa expansió immobiliària, amb construccions de condominis arreu. És un dels barris que més creix a la ciutat de Rio, havent passat de 11.536 habitants el 2000 a 27.250 habitants el 2010.
Malauradament, seguint una tendència de mala planificació i creixement urbà, té algunes àrees d'ocupació il·legal amb algunes faveles i viles de rendes baixes, però que, fins al moment, no registren índex de presència criminal, sent només considerades àrees humils que divideixen espai amb condominis altament luxosos i mansions.
És un barri extremadament tranquil i arbrat. Cercat per muntanyes i amb aire molt pur i fresc, és refugi dels amants de la naturalesa i l'esport.